# HD 37124 c
HD 37124 c ist ein Exoplanet, der den gelben Zwerg HD 37124 alle 2295 Tage umkreist. Auf Grund seiner hohen Masse wird angenommen, dass es sich um einen Gasplaneten handelt.

## Entdeckung
Der Planet wurde mit Hilfe der Radialgeschwindigkeitsmethode von Geoffrey Marcy et al. im Jahr 2002 entdeckt.

## Umlauf und Masse
Der Planet umkreist seinen Stern in einer Entfernung von ca. 3,19 Astronomischen Einheiten bei einer Exzentrizität von 0,20 und hat eine Masse von ca. 217,1 Erdmassen bzw. 0,638 Jupitermassen.